# Eleição municipal de Feira de Santana em 2020
A eleição municipal da cidade de Feira de Santana em 2020 ocorreu no dia 15 de novembro (primeiro turno) e 29 de novembro (segundo turno), com o objetivo de eleger um prefeito, um vice-prefeito e vinte vereadores para a administração da cidade. Os mandatos dos candidatos eleitos terão início em 1 de janeiro de 2021 e término em 31 de dezembro de 2024. O prefeito titular da cidade é Colbert Martins, que por estar em seu primeiro mandato, encontra-se apto a concorrer à reeleição.
Originalmente, as eleições ocorreriam em 4 de outubro (primeiro turno) e 25 de outubro (segundo turno), porém, com o agravamento da pandemia de COVID-19 no Brasil, as datas foram modificadas.

## Contexto político e pandemia
As eleições municipais de 2020 estão sendo marcadas, antes mesmo de iniciada a campanha oficial, pela pandemia de COVID-19 no Brasil, o que está fazendo com que os partidos remodelem suas estratégias de pré-campanha. O Tribunal Superior Eleitoral (TSE) autorizou os partidos a realizarem as convenções para escolha de candidatos aos escrutínios por meio de plataformas digitais de transmissão, para evitar aglomerações que possam proliferar o coronavírus. Alguns partidos recorreram às mídias digitais para lançar suas pré-candidaturas. Além disso, a partir deste pleito, será colocada em prática a Emenda Constitucional 97/2017, que proíbe a celebração de coligações partidárias para as eleições legislativas, o que pode gerar um inchaço de candidatos ao legislativo. Conforme reportagem publicada pelo jornal Brasil de Fato em 11 de fevereiro de 2020, o país poderá ultrapassar a marca de 1 milhão de candidatos a prefeito, vice-prefeito e vereador neste escrutínio.

## Candidaturas
| Nome              | Partido      | Coligação                                     | Ocupação anterior                            | Vice                       | Partido   | Ref.          |
| ----------------- | ------------ | --------------------------------------------- | -------------------------------------------- | -------------------------- | --------- | ------------- |
| Carlos Geilson    | PODE         | "#MudaFeira" - Cidadania                      | Radialista e ex-deputado estadual            | Deibson Cavalcante         | Cidadania | [ 6 ]         |
| Carlos Medeiros   | NOVO         | Partido não coligado                          | Empresário                                   | Louise Novais              | NOVO      |               |
| Colbert Martins   | MDB          | "Trabalho Constante" - Partido Verde (PV)     | Prefeito de Feira de Santana (2018-presente) | Fernando de Fabinho        | DEM       | [ 8 ] [ 9 ]   |
| Dayane Pimentel   | PSL          | Partido não coligado                          | Deputada federal (2019-2023)                 | Professor Sérgio Passos    | PSL       | [ 10 ]        |
| José de Arimatéia | Republicanos | "Pra Feira Ficar 10" - Democracia Cristã (DC) | Deputado estadual (2011-presente)            | Professor Cabo Paulo Tarso | DC        | [ 11 ] [ 12 ] |
| Marcela Prest     | PSOL         | Partido não coligado                          | Presidente municipal do PSOL                 | Phil Bala                  | PSOL      | [ 13 ]        |
| Orlando Andrade   | PCO          | Partido não coligado                          | Carteiro                                     | Eber Amaral Soares         | PCO       | [ 5 ]         |
| Rei Nelsinho      | PRTB         | Partido não coligado                          | Empresário                                   | Bruno Lima                 | PRTB      | [ 14 ] [ 15 ] |
| Roberto Tourinho  | PSB          | Partido não coligado                          |                                              | Ângelo Almeida             | PSB       | [ 16 ]        |
| Zé Neto           | PT           | "A Mudança que Feira Quer" - Avante           | Deputado federal (2019-presente)             | Roque Santos               | PP        | [ 17 ] [ 18 ] |

## Resultados
| Candidato(a)                     | Vice                            | 1º turno 15 de novembro de 2020 | 1º turno 15 de novembro de 2020 | 2º turno 29 de novembro de 2020 | 2º turno 29 de novembro de 2020 |
| Candidato(a)                     | Vice                            | Total                           | Percentagem                     | Total                           | Percentagem                     |
| -------------------------------- | ------------------------------- | ------------------------------- | ------------------------------- | ------------------------------- | ------------------------------- |
| Zé Neto (PT)                     | Roque Santos (PP)               | 119.862                         | 41,55%                          | 138.073                         | 45,58%                          |
| Colbert Martins (MDB)            | Fernando de Fabinho (DEM)       | 110.146                         | 38,18%                          | 164.831                         | 54,42%                          |
| José de Arimateia (Republicanos) | Professor Cabo Paulo Tarso (DC) | 14.012                          | 4,86%                           | Não participaram                | Não participaram                |
| Professora Dayane Pimentel (PSL) | Professor Sérgio Passos (PSL)   | 13.949                          | 4,84%                           | Não participaram                | Não participaram                |
| Carlos Geilson (PODE)            | Deibson Cavalcanti (Cidadania)  | 12.689                          | 4,40%                           | Não participaram                | Não participaram                |
| Carlos Medeiros (NOVO)           | Louise Novais (NOVO)            | 7.259                           | 2,52%                           | Não participaram                | Não participaram                |
| Beto Tourinho (PSB)              | Ângelo Almeida (PSB)            | 5.570                           | 1,93%                           | Não participaram                | Não participaram                |
| Marcela Prest (PSOL)             | Phil Bala (PSOL)                | 4.785                           | 1,66%                           | Não participaram                | Não participaram                |
| Orlando Andrade (PCO)            | Elber Amaral Soares (PCO)       | 195                             | 0,07%                           | Não participaram                | Não participaram                |
| → Total de votos válidos         | → Total de votos válidos        | 288.272                         | 88,98%                          | 302.904                         | 93,16%                          |
| → Votos em branco                | → Votos em branco               | 9.680                           | 2,99%                           | 5.293                           | 1,63%                           |
| → Votos nulos                    | → Votos nulos                   | 25.843                          | 7,98%                           | 16.948                          | 5,21%                           |
| Total                            | Total                           | 323.990                         |                                 | 325.145                         |                                 |
| Abstenções                       | Abstenções                      | 76.559                          | 19,11%                          | 75.404                          | 18,83%                          |
| Total de inscritos               | Total de inscritos              | 400.549                         | 100%                            | 400.549                         | 100%                            |